# جواز سفر جزائري
جواز السفر الجزائري، هو وثيقة تسلّم من طرف السّلطات الجزائريّة لمواطني الجزائر للسّفر خارج الجزائر، أواخر 2010 إصداراً جواز بيومتري جديداً وذلك للتماشي مع المعايير العالمية الجديدة ومتطلبات منظمة الطيران المدني الدولي، توفر جوازات السفر الجديدة اماناً أفضل وفعالية كبيرة في مكافحة التزوير، وصالح لمدة 10 سنوات.

## جواز السفر البيومتري

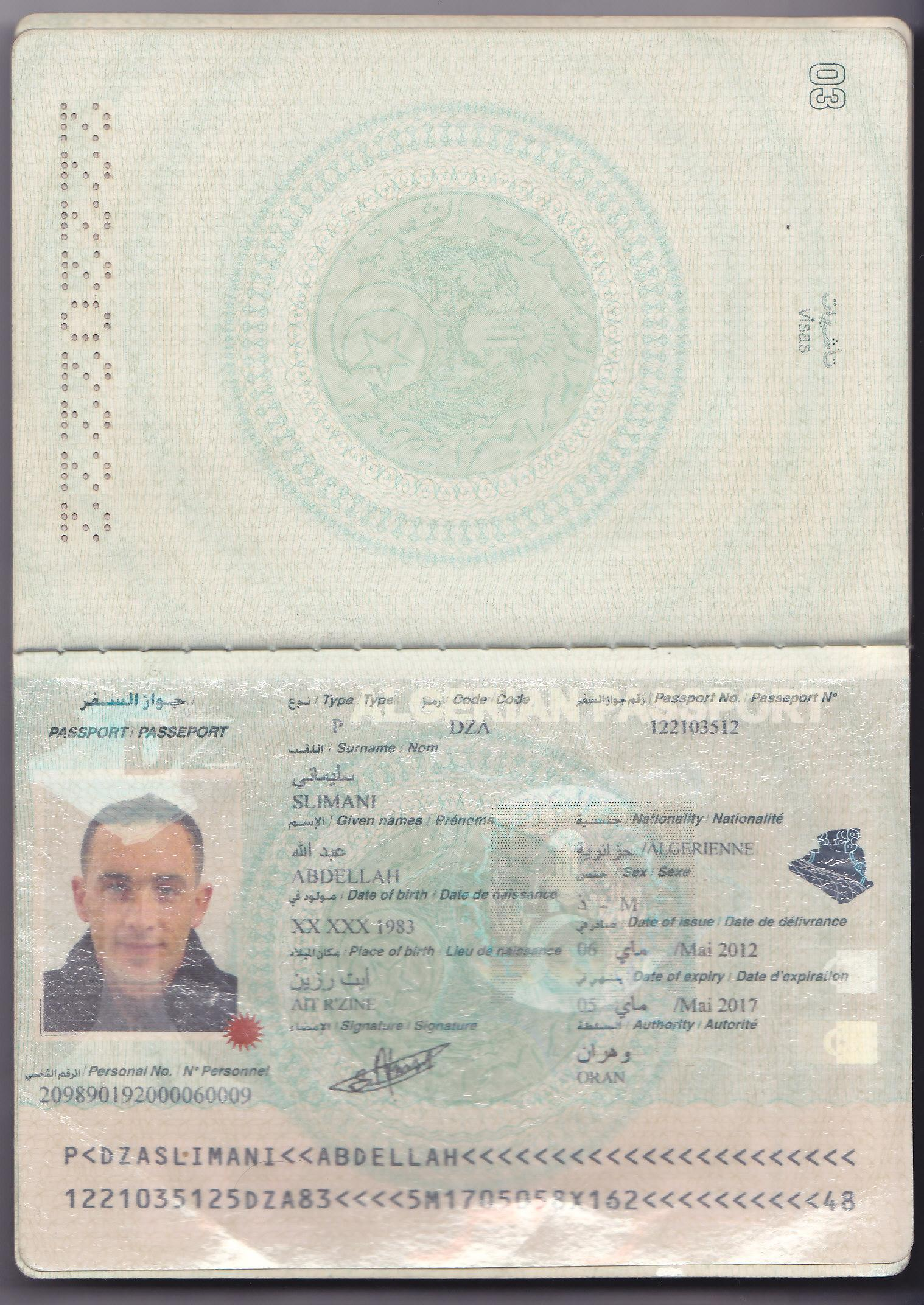
جواز السفر البوميتري الجزائري

دخل نظام جوازات السفر البيومترية حيز التنفيذ بتاريخ 3 يناير 2012.

تتكون صفحة البيانات في الجواز من بلاستيك البولي كربونات الصلب وَتحتوي على شريحة إلكترونية مدمجة تخزن المعلومات البيومترية لحامل الجواز، بما في ذلك بصمات الأصابع وَالصورة وَالتوقيع. تُستخرجُ هذه البيانات من الشريحة باستخدام تقنية تحديد الهوية بموجات الراديو اللاسلكية.
يمكن مسح الصورة الموجودة على الصفحة، وهي موضوعة على الجانب وتفاعلية مع الأشعة فوق البنفسجية. في أسفل صفحة البيانات، يوجد رمز ألفبائي رقمي يمكن قراءته بواسطة الماسحات الضوئية. يتضمن هذا الرمز طباعة دقيقة، صور ثلاثية الأبعاد، عناصر مرئية فقط تحت الأشعة فوق البنفسجية، زخارف، وميزات أمان إضافية.

### الأوصاف وَالمظهر
لون جواز السفر الجزائري أخضر غامق، يحمل الكتابات التّالية وهي بثلات لغات العربية والفرنسية والإنجليزية:و يحمل كذلك رسم رمز سيادة الدولة الجزائرية
في الأعلى:
- «الجمهورية الجزائرية الديمقراطية الشعبية»
- (بالفرنسية: REPUBLIQUE ALGERIENNE DEMOCRATIQUE ET POPULAIRE)
- (بالإنجليزية: PEOPLE'S DEMOCRATIC REPUBLIC OF ALGERIA)

في الوسط: يوجد شعار الجزائر
في الأسفل: «جواز السفر»
(بالفرنسية: PASSEPORT)
(بالإنجليزية: PASSPORT)
يعتبر كلّ جواز سفر جزائري ملكا للدّولة الجزائريّة كما هو موضّح في الصّفحة الخلفيّة للغلاف ويحتوي على 28 صفحة.
يحمل الجواز توصيات هي (منقولة بالحرف الواحد):
1. جواز السفر شخصي لا يمكن إعارته ولا يجوز إرساله عن طريق البريد.
2. كلّ تقشيط أو تشطيب أو إضافة أو تعديل لا يكون مصدرا عن سلطة رسميّة يعرّض الجواز للإلغاء.
3. ينتهي حقّ اصطحاب الأولاد عند بلوغهم سنّ الخامسة عشر إذ يلزمهم الحصول على جوازات سفر شخصيّة.
4. في حالة ضياع الجواز أو إصابته بعطب يجب على الفور إخبار السّلطة الإداريّة المختصّة أو القنصليّة الجزائريّة المعتمدة بالخارج.

## اللّغات
تتوفّر كلّ الكتابات على الجواز باللّغة العربيّة إضافة إلى اللّغتين الفرنسية والإنجليزية.

## دون تأشيرة أو تأشيرة عند الوصول

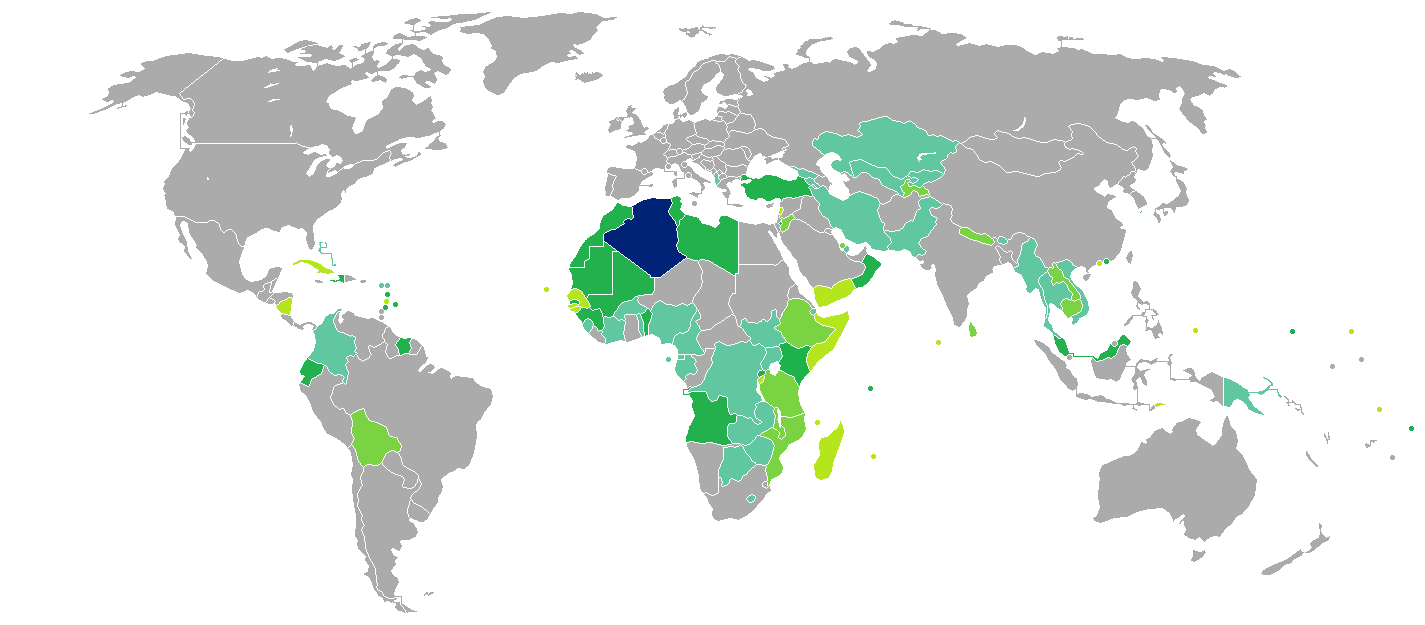

### أفريقيا
| البلدان والأقاليم | شروط الحصول                                                       |
| ----------------- | ----------------------------------------------------------------- |
| الرأس الأخضر      | تأشيرة تستخرج عند الوصول                                          |
| جزر القمر         | تأشيرة تستخرج عند الوصول                                          |
| جيبوتي            | تأشيرة تستخرج عند الوصول صالحة لمدة شهر مقابل 5000 فرنك جيبوتي    |
| غينيا             | 3 أشهر                                                            |
| ليبيا             | 3 أشهر                                                            |
| مدغشقر            | تأشيرة تستخرج عند الوصول صالحة لمدة 90 يوم مقابل 140000 أراري     |
| مالي              | 3 أشهر                                                            |
| موريتانيا         | 3 أشهر                                                            |
| المغرب            | 3 أشهر                                                            |
| موزمبيق           | تأشيرة تستخرج عند الوصول صالحة لمدة شهر مقابل 25 دولار أمريكي     |
| سيشل              | شهر واحد                                                          |
| تنزانيا           | تأشيرة تستخرج عند الوصول مقابل 50 دولار أمريكي                    |
| توغو              | تأشيرة تستخرج عند الوصول صالحة لسبعة أيام مقابل 35000 فرنك إفريقي |
| تونس              | 3 أشهر                                                            |
| أوغندا            | تأشيرة تسلم عند الوصول صالحة لمدة 3 أشهر مقابل 50 دولار أمريكي    |
| زامبيا            | تأشيرة تسلم عند الوصول صالحة لمدة 3 أشهر مقابل 50 دولار أمريكي    |

### الأمريكيتين
| البلدان والأقاليم       | شروط الحصول |
| ----------------------- | ----------- |
| دومينيكا                | 21 يوماً     |
| الإكوادور               | 90 يوماً     |
| غرينادا                 | 3 أشهر      |
| هايتي                   | 3 أشهر      |
| مونتسرات                | 3 أشهر      |
| سانت كيتس ونيفيس        | 14 يوماً     |
| سانت فينسنت والغرينادين | 1 شهر       |
| جزر توركس وكايكوس       | 30 يوماً     |

### آسيا
| البلدان والأقاليم | شروط الحصول                                            |
| ----------------- | ------------------------------------------------------ |
| أرمينيا           | 120 يوما مدة صلاحية تستخرج عند الوصول مقابل AND 15,000 |
| أذربيجان          | 30-يوما مدة صلاحية تستخرج عند الوصول مقابل US$100      |
| بنغلاديش          | 90 يوما مدة صلاحية تستخرج عند الوصول مقابل US$50       |
| جورجيا            | 360 يوما مدة صلاحية تستخرج عند الوصول مقابل 100 GEL    |
| إندونيسيا         | 30 day visa issued on arrival                          |
| هونغ كونغ         | 14 شهرا                                                |
| لاوس              | 30-يوما مدة صلاحية تستخرج عند الوصول مقابل US$30       |
| ماكاو             | 30 day visa issued on arrival                          |
| ماليزيا           | 3 أشهر                                                 |
| المالديف          | 30 شهرا                                                |
| نيبال             | 15/30/90 day visa issued upon arrival for $25/50/100   |
| سوريا             | 3 أشهر                                                 |
| تيمور الشرقية     | 30-day visa issued upon arrival for US$30              |
| اليمن             | 1 month visa issued on arrival free of charge          |

### أوروبا
| البلدان والأقاليم | شروط الحصول |
| ----------------- | ----------- |
| كوسوفو            | 90 يوما     |

### أوقيانوسيا
| البلدان والأقاليم | شروط الحصول |
| ----------------- | ----------- |
| جزر كوك           | 31 شهرا     |
| ميكرونيسيا        | 30 شهرا     |
| نييوي             | 30 شهرا     |
| بالاو             | 30 شهرا     |
| ساموا             | 60 شهرا     |
| توفالو            | 1 month     |

## البلدان الممكن زيارتها بدون تأشيرة
يمكن للجزائريّين حاملي جواز السّفر الجزائري الدّخول إلى أراضي البلدان التّالية بدون تأشيرة:
- ليبيا
- تونس
- سوريا
- الأردن
- ماليزيا (لمدّة أقصاها 3 أشهر).
- إندونيسيا
- موريتانيا
- اليمن
- المغرب
- تركيا (بتأشيرة فورية).

## جواز السفر الخاص بالحج

جواز السفر الخاص بالحج

## تصنيف عالمي
أصدر موقع (Passport Index) قائمة تصنيف لأفضل جوازات السفر لسنة 2017 في 176 دولة، اعتمادا على مؤشر عدد الدول التي يمكن لصاحب هذه الوثيقة دخولها من دون تأشيرة، وجاء جواز السفر الجزائري في المركز 81 عالميا رفقة جوازي كل من غينيا بيساو وجزر القمر، حيث يتيح الدخول لـ 47 دولة بدون تأشيرة.

## وصلات خارجية
- الموقع الرسمي للوزارة الداخلية والجماعات المحلية لطلب جواز سفر والبطاقة البيومترية